# Arsenij Andreevič Zakrevskij
Il conte Arsenij Andreevič Zakrevskij (in russo Арсений Андреевич Закревский?; 13 settembre 1783 o 1786 – Firenze, 11 gennaio 1865) è stato un generale, politico e statista russo, ministro degli Interni dal 19 aprile 1828 al 19 novembre 1831.

## Biografia
Figlio di un povero nobile di Tver' di origine polacca, Zakrevsky iniziò la carriera militare studiando tra i cadetti e, nel 1802, ricevette il grado di giovane ufficiale di fanteria. Nel 1829 divenne generale di fanteria. Dal 1824 al 1831 fu Governatore del Granducato di Finlandia. Essendo un militare ed un uomo rigido, si meritò la fiducia dell'imperatore Nicola I. Nel periodo 1828-1831 fu anche ministro degli Interni dell'intero impero. Ottenne il titolo di conte della nobiltà finlandese, e venne scritto nei registri della nobiltà finnica con il nome di Zakrewsky. Questo diede alla sua famiglia la cittadinanza finlandese, il che significa che anche dopo aver dato le dimissioni poteva entrare nel Granducato senza dover esibire il passaporto, un privilegio ambito.
Ospite a Firenze del principe Demetrio Droutskoy-Sokolinskiy, venne sepolto nella cappella della sua villa di Galceto a Montemurlo, la chiesa di Santa Maria Maddalena de' Pazzi.